# Shairi
Shairi (en árabe: ديرة الشعيري‎, romanizado: Sha'īrī)  es un pequeño pueblo agrícola y ganadero, situado al noreste de Emiratos Árabes Unidos (UAE), en las Montañas al Hayar, Emirato de Ras al Jaima.
El pueblo se extiende a lo largo de una pequeña meseta, a unos 810 m, dividido en dos zonas por un barranco afluente del Wadi Samarat (también conocido como Wādī Khalkhāl), que sigue su curso de sureste a noroeste. 
La zona occidental de Shairi se asoma a la subcuenca hidrográfica del Wadi Madnan / Wādī Midnān, afluente del Wadi Naqab, muy popular entre los aficionados al barranquismo y escalada en roca, por albergar un profundo cañón conocido como Kirithon Canyon. La zona oriental domina el curso del Wadi Samarat desde lo alto del acantilado.
El pueblo cuenta con unas 40 casas, la mayoría de ellas reformadas siguiendo un estilo tradicional, y en uso como vivienda secundaria de sus habitantes, aunque también hay residentes permanentes, que realizan tareas de construcción y se ocupan principalmente del cuidado de las cabras y mantenimiento de las zonas de cultivo.
Existen también numerosos bancales destinados al cultivo de trigo y cebada, varios aljibes y pequeños canales destinados a recoger el agua de la escorrentía y dirigirla hacia los aljibes y zonas de cultivo.
A 2 km hacia el sureste de Shairi se encuentra la vecina aldea de Samarat.

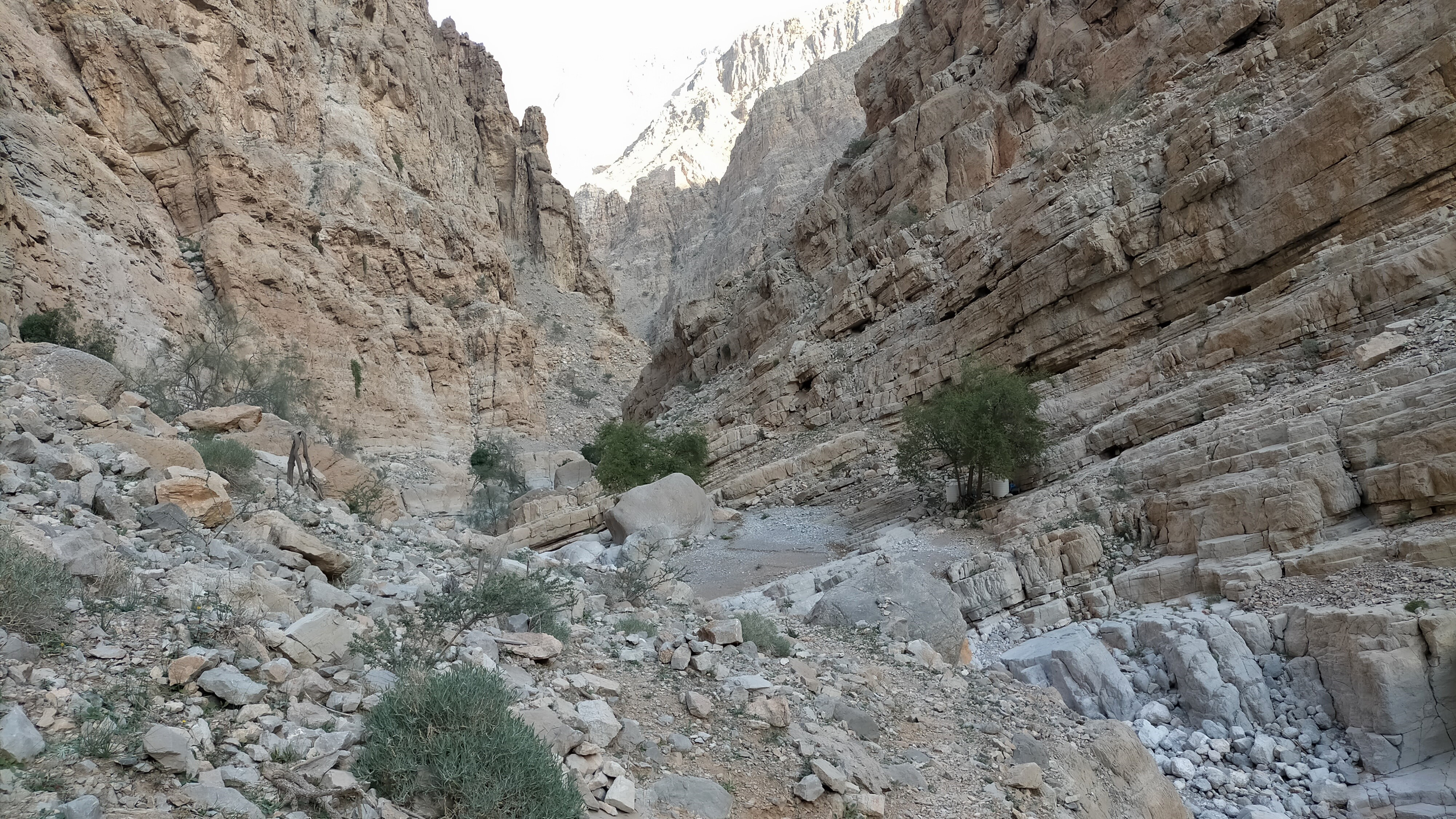
Wadi Samarat, afluente del Wadi Madnan y subafluente del Wadi Naqab. Vista del Canal hacia Shairi

Solo se puede acceder a Shairi caminando o con burros, para lo cual hay habilitado un sendero y camino de herradura que parte del Wadi Naqab, a la altura de la desembocadura del Wadi Madnan, y sigue hacia el sureste el curso del Wadi Samarat durante aproximadamente 1,2 km., hasta la bifurcación con el canal que forma por la derecha un brazo del Wadi Samarat, que desciende en acusada pendiente desde la aldea de Shairi.
En la subida parcialmente escalonada hacia el pueblo, la senda pasa por una popular cueva (Wadi Samarat Cave), y unos metros después se bifurca. El camino de herradura de la derecha se dirige a la parte occidental de Shairi y a la zona de barranquismo y escalada en roca del Kirithon Canyon, en el Wadi Madnan; y el de la izquierda se dirige hacia la parte oriental del pueblo, a través de un sendero muy pendiente y con algunos tramos de escalera de piedra. 
Este itinerario se ha convertido en los últimos años en una de las rutas más populares de Ras al Khaimah, entre los aficionados al senderismo y a la escalada. 

## Toponimia

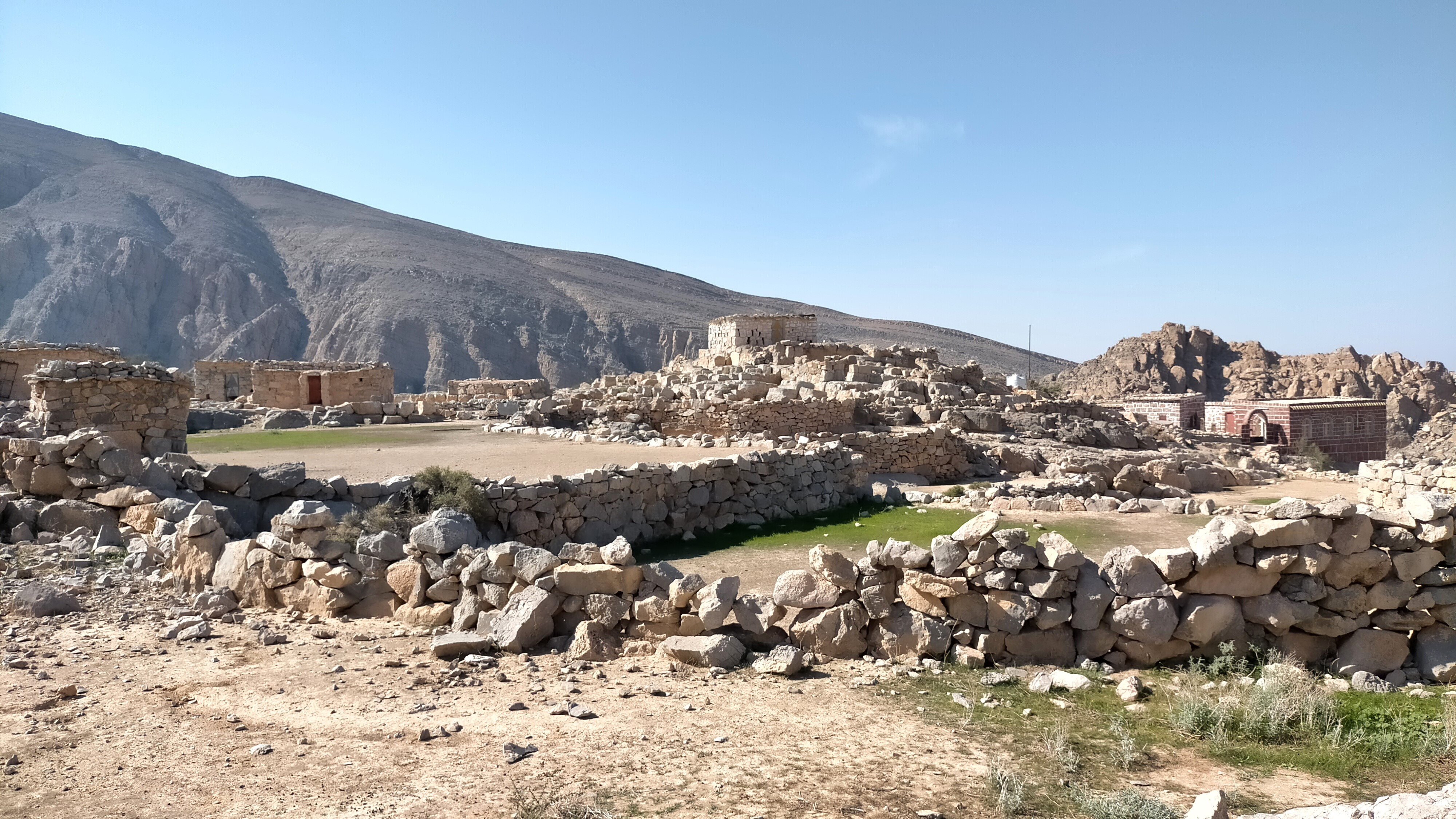
Zona oriental del pueblo de Shairi, en Ras al Jaima

Nombres alternativos: Sha'īrī, Shairi, Shariya, Al-Shairi, Deira Al-Shairi, Sheri, Sherri, Shērī, Shīrī, Shari. 
Los nombres del pueblo de Shairi, Wadi Samarat, Samarat, Wadi Madnan y otros topónimos de la zona, quedaron registrados en la documentación y mapas elaborados entre 1950 y 1960 por el arabista, cartógrafo, militar y diplomático británico Julian F. Walker, durante los trabajos efectuados para el establecimiento de fronteras entre los entonces denominados Estados de la Tregua, completados posteriormente por el Ministerio de Defensa del Reino Unido, en mapas a escala 1:100.000 publicados en 1971.
En The National Atlas of the United Arab Emirates consta referenciado con la grafía Sha'īrī.

## Población

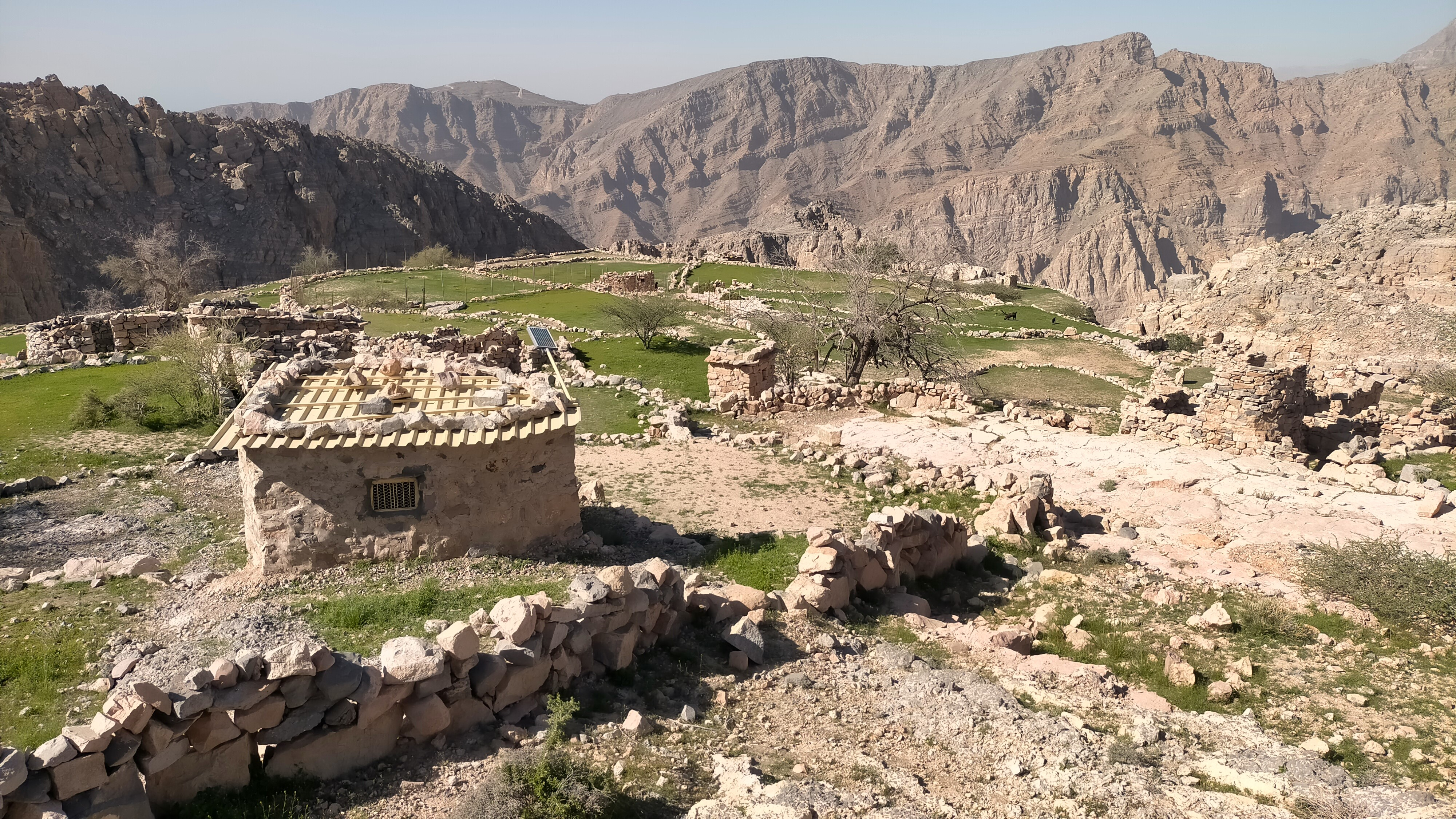
Zona occidental del pueblo de Shairi, en Ras al Jaima

Toda el área próxima a Shairi, aunque inicialmente estuvo poblada por la tribu Naqbiyin (en árabe: النقبي), también llamados Naqabi o Al-Naqabi (de donde procede el nombre del Wadi Naqab), fue ocupada a partir de 1800, aproximadamente, por la tribu Habus, que se extendía, entre otros territorios, por la zona tribal de Ahl Ghayl, a la que pertenecía Shairi.